# Chiesa di San Giovanni Battista (Pieve di Teco)
La chiesa collegiata di San Giovanni Battista è un luogo di culto cattolico situato nel comune di Pieve di Teco, in via Umberto, in provincia di Imperia. La chiesa è sede della parrocchia omonima del vicariato di Pieve di Teco della diocesi di Albenga-Imperia.

## Storia e descrizione

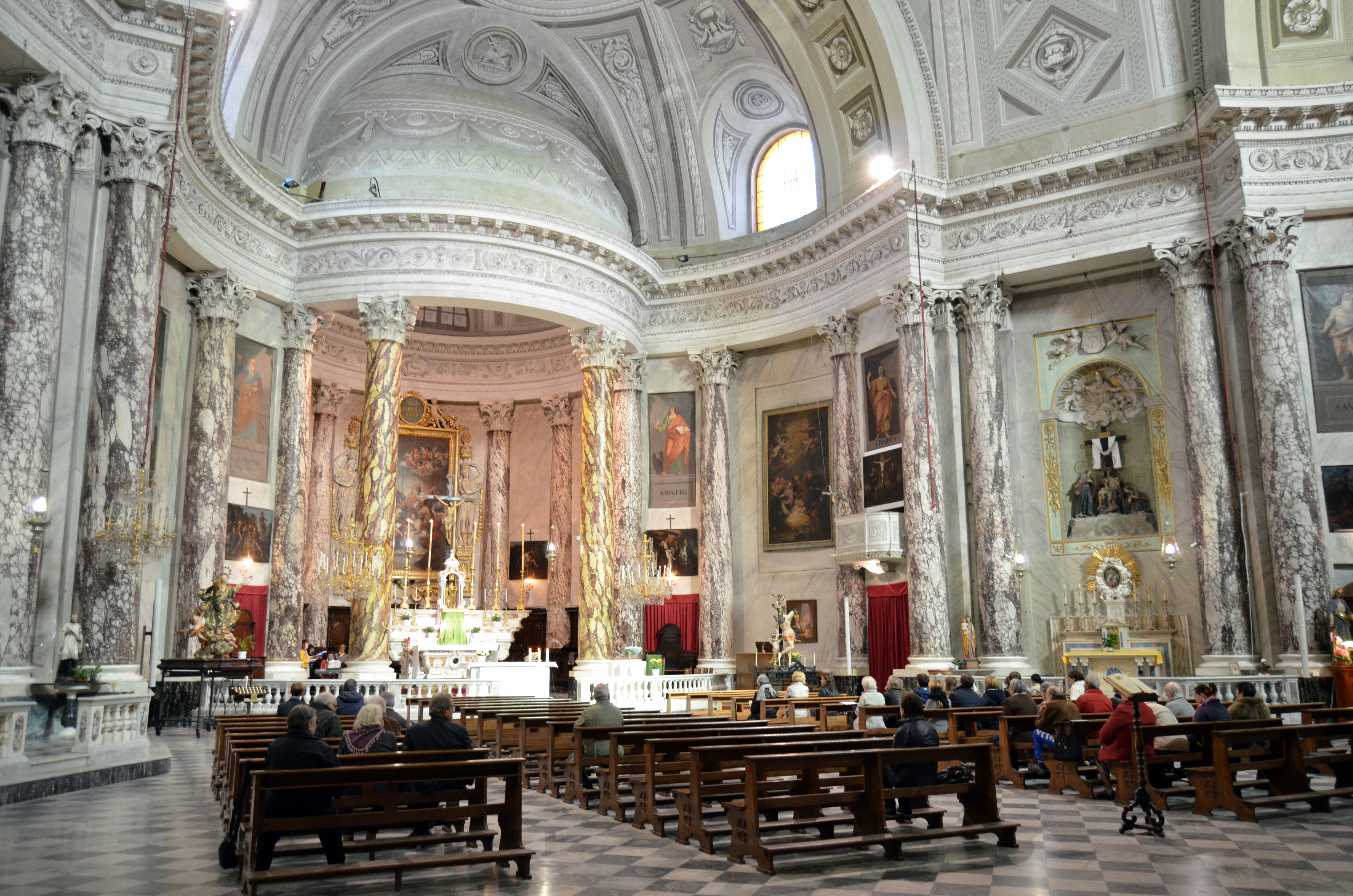
L'interno della collegiata

Neoclassica, fu edificata dal 1782 al 1806 su progetto di Gaetano Cantoni, con un'ampia cupola e un'unica navata. 
Originariamente la parrocchiale, in stile gotico, venne eretta attorno al 1460 e fu progettata a tre navate, e solo successivamente furono aggiunte la quarta navata e le cappelle laterali. 
Nel 1785, a causa della forte rovina dell'edificio, si dovette procedere al completo abbattimento della chiesa scatenando, come prevedibile, ampie proteste tra la popolazione locale. Del vecchio edificio, tuttavia, rimangono ancora oggi tracce - specie la parte absidale - nella canonica, sita nella parte destra della nuova struttura.
La massiccia torre campanaria centrale ospita un concerto di 5 campane in Sol maggiore, tra cui due realizzate da fonditori locali: Brizio di Montegrazie (1922) e Cascione di Borgomaro (1755). 

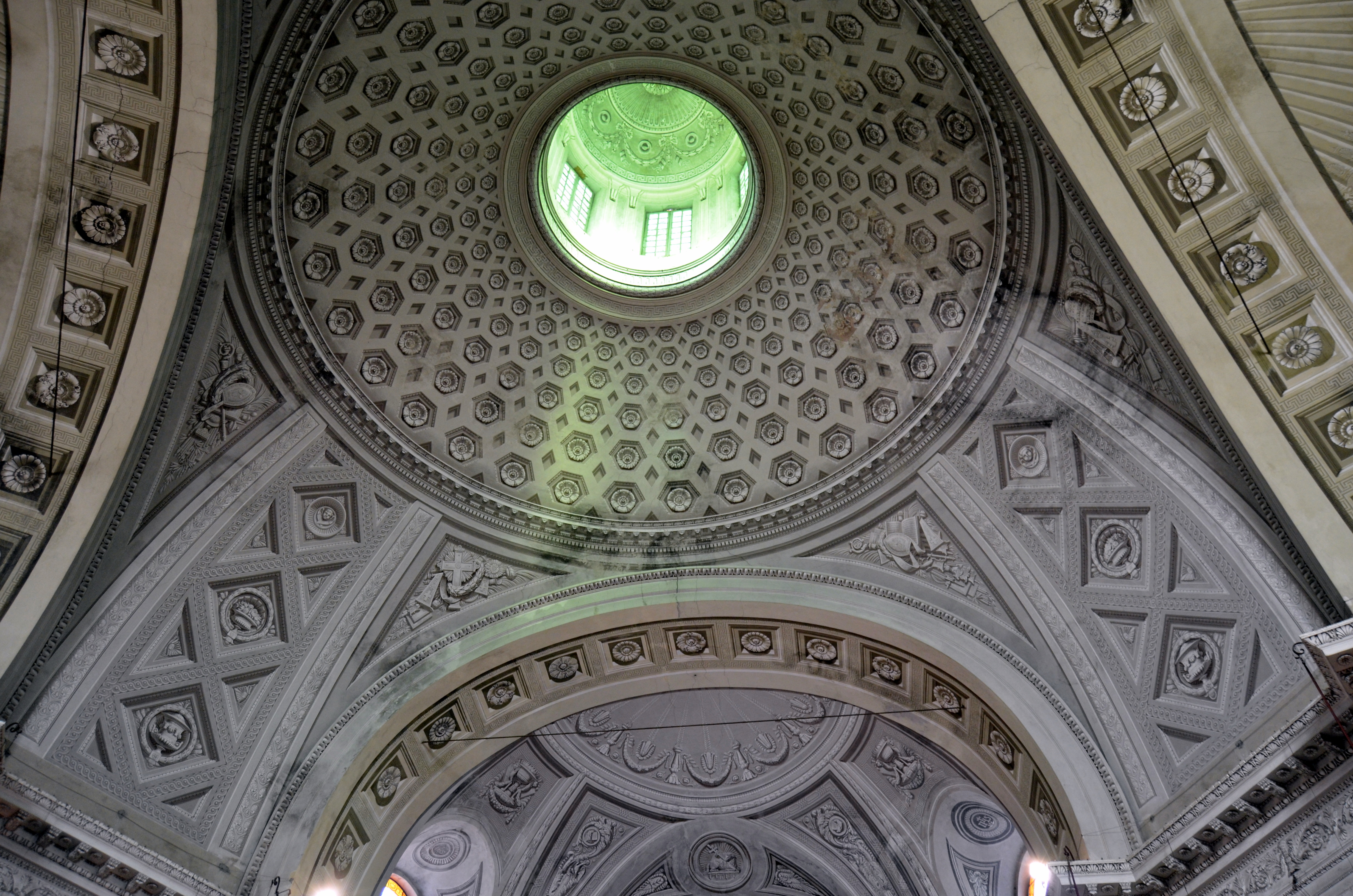
Particolare dell'interno cupola

Conserva al suo interno tele e sculture quali una statua in marmo raffigurante la Madonna del Rosario e un crocifisso in legno, entrambe dello scultore Bernardo Schiaffino; inoltre sono presenti altre statue in legno - la Madonna del Carmine e dell'Assunta - del XVII secolo e attribuite allo scultore Anton Maria Maragliano.
Tra le opere pittoriche conservate le tele del pittore pievese Giulio Benso quali la Tentazione di sant'Antonio, il Martirio di san Sebastiano e due tavole raffiguranti i Santi Crispino e Crispiniano e di San Rocco; inoltre è conservato un dipinto della Via Crucis di Giovan Battista Bruschi e un quadro di pittore ignoto raffigurante San Francesco da Paola.